# Allium fimbriatum
Espèce
Classification APG III (2009)
Statut de conservation UICN

 LC  : Préoccupation mineure
Allium fimbriatum est une espèce d'oignon sauvage connue sous le nom vernaculaire d' oignon frangé. Il est originaire de Californie et de Baja California,,

## Description
L'oignon frangé pousse à partir d'un bulbe brun rougeâtre d'un à deux centimètres de large. Sa hampe florale est une tige nue brune ou verte. Au sommet de la tige se trouve une inflorescence de jusqu'à 75 fleurs, chacune d'un peu moins d'un centimètre de large en moyenne. Les fleurs sont de couleur variable, du rose au violet et souvent avec des zones blanches. Les tepales sont également de forme variable, étroit et pointu ou en forme de pique.

## Taxonomie
Il a comme synonymes
- Allium anserinum Jeps.
- Allium denticulatum (Ownbey & Aase ex Traub) McNeal 1992, illegitimate homonym not Kit. 1863
- Allium mohavense (Jeps.) Tidestr.
- Allium purdyi Eastw.

Les variétés
De nombreux noms ont été proposés pour les sous-espèces et les variétés, la plupart d'entre elles étant désormais considérées comme des espèces distinctes. Les éléments suivants sont notamment acceptés par la World Checklist.
- Allium fimbriatum var. denticulatum Ownbey & Aase ex Traub
- Allium fimbriatum var. fimbriatum
- Allium fimbriatum var. mohavense Jeps.
- Allium fimbriatum var. purdyi (Eastw.) Ownbey ex McNeal